# Nikołajewskij (obwód irkucki)
Nikołajewskij (ros. Николаевский) – wieś (uczastok) w Rosji, w obwodzie irkuckim, w rejonie załarińskim. W 2010 liczyło 130 mieszkańców.